# Meselech Melkamu
Meselech Melkamu (Etiopía, 27 de abril de 1985) es una atleta etíope, especialista en la prueba de 10000 m, con la que ha llegado a ser subcampeona mundial en 2009.

## Carrera deportiva
En el Mundial de Berlín 2009 gana la medalla de plata en la carrera de fondo de 10000 metros, con un tiempo de 30:51:34, quedando tras la keniana Linet Chepkwemoi Masai (oro) y por delante de su compatriota la también etíope Wude Ayalew.